# Vályi Klára
 Vályi Klára (Jánosi, 1750. – 1820.) költőnő.

## Élete
Kováts Gábor özvegye. Az 1790-es évek második felében Komáromba került. Itt Fábián Julianna irodalmi szalonként is működő otthonába volt járatos. Ebben a körben Csokonai Vitéz Mihály is megfordult, megismerkedtek és később leveleket is írtak egymásnak. Az 1800-as évek elején Bécsben tanult. Kitanult szülésznő és a megye bábaasszonya volt.

## Levelei
1797–1799 között Bécsben Sándorffi Józseffel állt kapcsolatban. Verses levéllel kereste fel Bédiné Fábián Juliannát, Édes Gergelyt, Aranka Györgyöt, Horváth Ádámot, Gvadányi Józsefet, Csizi Istvánt, Festetics Györgyöt és Koháry Ferencet.

## Művei
- Buzdító versek a nemes magyar insurgensekhez 1798 E kötet csatolmánya a Csokonai Mihály Kedves Barátomhoz írt Levelem, illetve Csokonai válasza.
- A költőnő második verseskötetét az 1807-ben Vácott saját költségén jelentette meg.